# Radna
Radna je naselje v Občini Sevnica.